# ایگل (کلرادو)
ایگل (به انگلیسی: Eagle) شهری در ایالت کلرادو کشور ایالات متحده آمریکا است که جمعیت آن در سرشماری سال ۲۰۱۰ میلادی، ۶٬۵۰۸ نفر بوده‌است.